# Playa de la Reburdia
La playa de la Reburdia es una pequeña playa del concejo asturiano de Tapia de Casariego, situada muy cerca de esta localidad española, pero con poca asistencia. Forma parte de la Costa Occidental de Asturias y presenta protección medioambiental por estar catalogada como ZEPA y LIC.

## Descripción
Tiene forma triangular con una longitud de unos 80 metros y una anchura media de 45 metros. Para acceder a esta playa, que está al oeste de la «punta de Anguileiro», hay que atravesar la urbanización «Entreplayas» y son los veraneantes en esta urbanización los que preferentemente ocupan la playa.
Los núcleos urbanos más cercanos son Tapia de Casariego, Retela y La Reburdia y teniéndolos como referencia para llegar a la playa desde la carretera N 634, hay que desviarse en la salida más al oeste y superar las instalaciones del campo de fútbol.
Esta playa tiene como aliciente, junto con sus vecinas de Anguileiro y de la Paloma, el que se puede pasar a la primera a través de unas cómodas escaleras y a la segunda, solo en bajamar, a través de un pedrero.
La playa tiene un camping muy próximo y la actividad recomendada a los visitantes es la pesca recreativa. Dispone de equipos de vigilancia y servicio de limpieza. Una recomendación importante para los visitantes es estar atentos a la pleamar ya que pueden quedarse encerrados en los extremos durante este periodo de la marea.